# La Marsigliese dei lavoratori

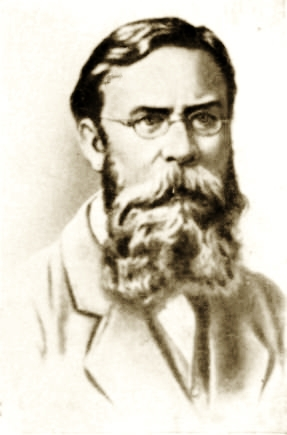
Pëtr Lavrov, l'autore del testo dell'inno

La Marsigliese dei lavoratori (in russo: Рабочая Марсельеза, Rabočaja Marsel'jeza) è un canto rivoluzionario russo, scritto nel 1875 da Pëtr Lavrov e cantato sulle note della Marsigliese variata da Robert Schumann . Diventato popolare durante la rivoluzione del 1905, fu utilizzato dal governo provvisorio russo come inno nazionale.

## Testo
| In russo (alfabeto cirillico) | In russo (alfabeto latino) | Trascrizione AFI | Adozione in inglese |
| Отречемся от старого мира! Отряхнем его прах с наших ног! Нам враждебны златые кумиры; Ненавистен нам царский чертог! Мы пойдём к нашим страждущим братьям, Мы к голодному люду пойдём, С ним пошлём мы злодеям проклятья — На борьбу мы его поведём. Припев: Вставай, подымайся, рабочий народ! Вставай на врагов, брат голодный! Раздайся, крик мести народной! Вперёд! Вперёд! Вперёд! Вперёд! Вперёд! Богачи, кулаки жадной сворой Расхищают тяжёлый твой труд, Твоим потом жиреют обжоры; Твой последний кусок они рвут. Голодай, чтоб они пировали! Голодай, чтоб в игре биржевой Они совесть и честь продавали, Чтоб ругались они над тобой! Припев Тебе отдых — одна лишь могила! Каждый день — недоимку готовь; Царь-вампир из тебя тянет жилы; Царь-вампир пьёт народную кровь! Ему нужны для войска солдаты: Подавай же сюда сыновей! Ему нужны пиры да палаты: Подавай ему крови твоей! Припев Не довольно ли вечного горя? Встанем, братья, повсюду зараз! От Днепра и до Белого моря, И Поволжье, и Дальний Кавказ! На воров, на собак — на богатых! Да на злого вампира-царя! Бей, губи их, злодеев проклятых! Засветись, лучшей жизни заря! Припев И взойдёт за кровавой зарёю Солнце правды и братства людей. Купим мир мы последней борьбою, Купим кровью мы счастье детей. И настанет година свободы, Сгинет ложь, сгинет зло навсегда, И сольются в едино народы В вольном царстве святого труда… | Otrečemsä ot starovo mira! Oträhnem jevo prah s naših nog! Nam vraždebny zlatyje kumiry; Nenavisten nam carskij čertog! My pojdöm k našim stražduščim braťäm, My k golodnomu lüdu pojdöm, S nim pošlöm my zlodejam prokläťä — Na bořbu my jevo poveďöm. Pripev: Vstavaj, podymajsä, rabočij narod! Vstavaj na vragov, brat golodnyj! Razdajsä, krik mesti narodnoj! Vperöd! Vperöd! Vperöd! Vperöd! Vperöd! Bogači, kulaki žadnoj svoroj Rashiščajut täžölyj tvoj trud, Tvoim potom žirejut obžory; Tvoj poslednij kusok oni rvut. Golodaj, čtob oni pirovali! Golodaj, čtob v igre birževoj Oni sovesť i česť prodavali, Čtob rugaliś oni nad toboj! Pripev Tebe otdyh — odna lišj mogila! Každyj denj — nedoimku gotovj; Cař-vampir iz tebä tänet žily; Cař-vampir pjöt narodnuju krovj! Jemu nužny dlä vojska soldaty: Podavaj že süda synovej! Jemu nužny piry da palaty: Podavaj jemu krovi tvojej! Pripev Ne dovoľno li večnovo gorä? Vstanem, braťä, povsüdu zaraz! Ot Dnepra i do Belovo morä, I Povolžje, i Daľnij Kavkaz! Na vorov, na sobak — na bogatyh! Da na zlogo vampira-carä! Bej, gubi ih, zlodejev proklätyh! Zasvetiś, lučšej žizni zarä! I vzojdöt za krovavoj zaröju Solnce pravdy i bratstva lüdej. Kupim mir my poslednej bořboju, Kupim krovjü my sčasťe detej. I nastanet godina svobody, Sginet ložj, sginet zlo navsegda, I soľütsä v jedino narody V voľnom carstve svätovo truda… | [ɐtrʲɪˈt͡ɕemsʲə ɐt‿ˈstarəvə ˈmʲirə] [ɐtrʲɪxˈnʲem (j)ɪˈvo prax s‿ˈnaʂɨx nok] [nam vrɐʐˈdʲebnɨ ˈzlatɨje kʊˈmʲirɨ] [ˈnʲenəvʲɪsʲtʲɪn nam ˈt͡sarskʲɪj t͡ɕɪrˈtok] [mɨ pɐjˈdʲɵm k‿ˈnaʂɨm ˈstraʐdʊɕːɪm ˈbratʲjəm] [mɨg‿ɡɐˈlodnəmʊ ˈlʲʉdʊ pɐjˈdʲɵm] [s‿nʲim pɐʂˈlʲɵm mɨ zlɐˈdʲejəm prɐˈklʲætʲjə] [nə bɐrʲˈbu mɨ (j)ɪˈvo pəvʲɪˈdʲɵm] [prʲɪˈpʲef] [fstɐˈvaj ǀ pədɨˈmajsʲə ǀ rɐˈbot͡ɕɪj nɐˈrot] [fstɐˈvaj nə vrɐˈɡof ǀ brad‿ɡɐˈlodnɨj] [rɐzˈdajsʲə ǀ krʲik mʲɪˈsʲtʲi nɐˈrodnəj] [f⁽ʲ⁾pʲɪˈrʲɵt ǀ f⁽ʲ⁾pʲɪˈrʲɵt ǀ f⁽ʲ⁾pʲɪˈrʲɵt ǀ f⁽ʲ⁾pʲɪˈrʲɵt ǀ f⁽ʲ⁾pʲɪˈrʲɵt] [bəɡɐˈt͡ɕi ǀ kʊlɐˈkʲi ˈʐadnəj ˈsvorəj] [rəsxʲɪˈɕːæjʊt tʲɪˈʐolɨj tvoj trut] [tvɐˈim pɐˈtom ˈʐɨrɪjʊt ɐbˈʐorɨ] [tvoj pɐs⁽ʲ⁾ˈlʲedʲnʲɪj kʊˈsok ɐˈnʲi rvut] [ɡəlɐˈdaj ǀ ʂtop ɐˈnʲi pʲɪrɐˈvalʲɪ] [ɡəlɐˈdaj ǀ ʂtop v‿ɪˈɡrʲe bʲɪrʐɨˈvoj] [ɐˈnʲi ˈsovʲɪsʲtʲ i t͡ɕesʲtʲ prədɐˈvalʲɪ] [ʂtop rʊˈɡalʲɪsʲ ɐˈnʲi nət tɐˈboj] [prʲɪˈpʲef] [tʲɪˈbʲe ˈodːɨx ǀ ɐdˈna lʲiʂ mɐˈɡʲilə] [ˈkaʐdɨj dʲenʲ ǀ nʲɪdɐˈimkʊ ɡɐˈtofʲ] [t͡sarʲ vɐm⁽ʲ⁾ˈpʲir ɪs tʲɪˈbʲa ˈtʲænʲɪt ˈʐɨlɨ] [t͡sarʲ vɐm⁽ʲ⁾ˈpʲir p⁽ʲ⁾jɵt nərɐˈnujʊ krofʲ] [(j)ɪˈmu nʊʐˈnɨ dlʲæ vɐjˈska sɐlˈdatɨ] [pədɐˈvaj ʐɨ sʲʊˈda sɨnɐˈvʲej] [(j)ɪˈmu nʊʐˈnɨ pʲɪˈrɨ da pɐˈlatɨ] [pədɐˈvaj (j)ɪˈmu ˈkrovʲɪ tvɐˈjej] [prʲɪˈpʲef] [nʲɪ dɐˈvolʲnə lʲi ˈvʲet͡ɕnəvə ɡɐˈrʲa] [ˈfstanʲɪm ǀ ˈbratʲjə ǀ pɐfˈsʲʉdʊ zɐˈras] [ɐt dʲnʲeprə i də ˈbʲeləvə mɐˈrʲæ] [i pɐˈvolʐje ǀ i ˈdalʲnʲɪj kɐfˈkas] [nə vɐˈrof ǀ nə sɐˈbak ǀ nə bɐˈɡatɨx] [də nə ˈzlovə vɐm⁽ʲ⁾ˈpʲirə t͡sɐˈrʲa] [bʲej ǀ ɡʊˈbʲi ix ǀ zlɐˈdʲe(j)ɪf ˈproklʲɪtɨx] [zəsvʲɪˈtʲisʲ ǀ ˈlut͡ʂʂɨj ˈʐɨzʲnʲɪ zɐˈrʲa] [prʲɪˈpʲef] [i vzɐjˈdʲɵt zə krɐˈvavəj zɐˈrʲɵjʊ] [ˈsont͡sə ˈpravdɨ i ˈbrat͡stvə lʲʉˈdʲej] [ˈkupʲɪm mʲir ɨ pɐs⁽ʲ⁾ˈlʲedʲnʲɪj bɐrʲˈbojʊ] [ˈkupʲɪm ˈkrov⁽ʲ⁾jʊ mɨ ˈɕːæsʲtʲje dʲɪˈtʲej] [i nɐˈstanʲɪt ɡɐˈdʲinə svɐˈbodɨ] [ˈzɡʲinʲɪt loʂ ǀ ˈzɡʲinʲɪt zlo nəfsʲɪɡˈda] [i sɐˈlʲjʉt͡sːə v‿(j)ɪˈdʲinə nɐˈrodɨ] [v‿ˈvolʲnəm ˈt͡sarstvʲe svʲɪˈtovə trʊˈda] | Let us decry the old world! Let’s from our feet shake its dirt! To the golden idols foes we are! The imperial palace we abhor! ’Mong the sufferin’ brethren we shall proceed, To the hungry people we shall proceed; Together we raise hell with evil-doers, We shall tell ’em to struggle with us! Refrain: Arise, arise! O proletariats! Rise up, O hungry brother, ’gainst the doers! Let’s be heard the people’s cry for vengeance! Onward! Onward! Onward! Onward! Onward! The mogul, leeches, and greedy clan Deprive Thee of Thy toil labour’d, In Thy sweat the greedy fatten, Thy last piece of bread they shred. Starve and make ’em revel! Starve in the stock market game! Conscience and honour they sell So at Thee they can moan! Refrain For Thee the rest is just the grave Ev’ryday ready is the debt, The Tsar-vampire Thy veins pulleth, And the people’s blood drinketh. For army soldiers he needeth, So sacrifice Thy sons! For feasts and halls he needeth, So give him Thy blood! Refrain Is not enough our suffering continu’d? O brothers, rise now from far and wide! From the Dnepr to the White sea, ’Long the Volga, and the Far Kavkaz! To the thieves, dogs and the mogul; Even to the vampire-Tsar of evil! Beat and slay ’em, these damn’d villains! And glow, O dawn of the best life! Refrain Behind the bloody dawn on it goeth Sun of freedom and guild of mankind. Of peace with this last battle we buy, With our blood of the children’s joy we buy. In the era of freedom it breaketh, Lies disappear, fore’er the evil vanisheth, And the nations shall as one unite In the free realm of the sacred act… |